# Neurochaetidae
Famille
Les Neurochaetidae sont une famille de diptères.

## Liste des genres
Selon Catalogue of Life (28 févr. 2013) :
- genre Neurochaeta
  - Neurochaeta capilo
  - Neurochaeta charis
  - Neurochaeta delphis
  - Neurochaeta despiciens
  - Neurochaeta freidbergi
  - Neurochaeta inversa
  - Neurochaeta kaplanae
  - Neurochaeta macalpinei
  - Neurochaeta magnifica
  - Neurochaeta maura
  - Neurochaeta parviceps
  - Neurochaeta polyaster
  - Neurochaeta primula
  - Neurochaeta prisca
  - Neurochaeta sabroskyi
  - Neurochaeta stuckenbergi
  - Neurochaeta termon
  - Neurochaeta vesca
- genre Nothoasteia
  - Nothoasteia clausa
  - Nothoasteia platycephala